# باشگاه پارتیزان
باشگاه پارتیزان (انگلیسی: Volleyball club Partizan) معمولاً به عنوان اوکی پارتیزان شناخته می‌شود یک باشگاه والیبال مستقر در بلگراد، صربستان است. اوکی پارتیزان بخشی از جی اس دی پارتیزان است. این باشگاه کهنه کار در سال ۱۹۴۵ تأسیس شد.